# Pandorae Fretum
Pandorae Fretum  è una caratteristica di albedo della superficie di Marte.